# Eugenia yangambensis
Eugenia yangambensis là một loài thực vật có hoa trong Họ Đào kim nương. Loài này được Amshoff mô tả khoa học đầu tiên năm 1960.